# Chrysopidia nigrata
Chrysopidia nigrata är en insektsart som beskrevs av Navás 1910. Chrysopidia nigrata ingår i släktet Chrysopidia och familjen guldögonsländor. Inga underarter finns listade i Catalogue of Life.